# El Plateado
2° 27′ 52″ N, 77° 14′ 25″ O
 (juillet 2025).

Localisation de la municipalité de Argelia dont dépend El Plateado.

El Plateado est un corregimiento de la municipalité colombienne d’Argelia, dans le département du Cauca. Il est situé dans le canyon du Micay, au sein de la cordillère Occidentale colombienne, à 207 km par la route de la ville de Popayán.

## Histoire
Selon certains documents, le district d’El Plateado était autrefois habité par les peuples indigènes Guepies, Telembies et Barbacoas. À partir de 1940, des colons seraient arrivés dans la région, fuyant la violence déclenchée dans le pays après l’assassinat du leader libéral Jorge Eliécer Gaitán. Toutefois, d’autres sources affirment que, bien que l’arrivée des premiers colons coïncide avec la période de violence initiée en 1948, cette colonisation ne résulterait pas du conflit bipartite entre les libéraux et les conservateurs, mais plutôt de motivations économiques et expansionnistes .
Selon cette version alternative, l’origine du district d’El Plateado remonterait à l’initiative de Miguel Zapata, un habitant de Guadualito, localité d’El Bordo (Cauca), qui entreprit en 1943 un voyage d’exploration avec Felipe Rosero et Isaac Navia. Des témoignages locaux indiquent qu’environ en 1951, Miguel Zapata et d'autres colons étaient déjà établis dans le district, ce qui tend à confirmer cette chronologie.

## Géographie
El Plateado est situé dans le canyon de la rivière Micay, une gorge profonde creusée au fil des millions d’années. Le paysage se caractérise par des pentes abruptes, parfois supérieures à 60°, et de profondes vallées en V. La rivière Micay coule au fond du canyon, guidée par un réseau de failles, notamment la faille de Micay orientée nord-ouest/sud-est , qui forme de nombreux rapides et cascades spectaculaires.
Le bassin de la rivière présente des caractéristiques géologiques marquées par l’activité tectonique, les processus volcaniques et la sédimentation. On y trouve des basaltes, des roches ultrabasiques ainsi que des dépôts volcaniques datant du Quaternaire.